# Ману, Элвис
Элвис Ману (нидерл. Elvis Manu; 13 августа 1993, Дордрехт) — нидерландский футболист, крайний полузащитник.

## Клубная карьера
Ману начинал заниматься футболом в местном любительском клубе «Амстелвейк», а затем перешёл в другой клуб из Дордрехта ВВ ССВ, где был замечен скаутами «Фейеноорда».
26 февраля 2012 года Элвис дебютировал в основном составе «Фейеноорда» в выездном матче против ПСВ (2:3), выйдя на замену вместо Джерсона Кабрала. 6 мая 2012 года футболист забил свой первый гол на профессиональном уровне, поразив ворота «Херенвена».
Летом 2012 года Ману отправился в годичную аренду в клуб Эрсте Дивизи «Эксельсиор». Дебютировал 3 сентября 2012 года в матче против «Фортуны» (Ситтард) (3:0), записав на свой счёт голевую передачу. 5 октября Элвис открыл счёт своим голам за «Эксельсиор», поразив ворота «Хелмонд Спорт», а уже в следующем туре в игре против родного «Дордрехта» отметился хет-триком.
В январе 2014 года Элвис был арендован клубом «Камбюр». В январе 2017 года перешёл на правах аренды в «Гоу Эхед Иглз».
В январе 2023 года до конца сезона был арендован «Гронингеном».

## Международная карьера
Полузащитник вызывался в юношескую сборную Нидерландов до 19 лет. Первый матч за национальную сборную против 1 сентября 2011 года против сверстников из сборной Англии.